# Henri Fickinger
Henri Fickinger (25 tháng 7 năm 1930 – 3 tháng 4 năm 1999) là cựu cầu thủ bóng đá người Luxembourg. Ông chơi 16 trận cho Đội tuyển bóng đá quốc gia Luxembourg từ năm 1949 tới 1955. Ông ta cũng góp mặt trong đội hình Luxembourg tham dự các trận đấu vòng loại cho Giải vô địch bóng đá thế giới 1954.